# Христофоровка (Николаевская область)
Христофоровка (укр. Христофорівка) — село в Баштанском районе Николаевской области Украины.
Основано в 1820 году. Население по переписи 2001 года составляло 1061 человек. Телефонный код — 5158.

## Местный совет
56162, Николаевская обл., Баштанский р-н, с. Христофоровка, ул. Приингульская, 110